# La Course au voleur
Pour plus de détails, voir Fiche technique et Distribution.
La Course au voleur (titre original : A Thief Catcher)  est une comédie burlesque américaine réalisée par Ford Sterling avec Charlie Chaplin, sortie le 19 février 1914.
Le film est considéré comme perdu jusqu'en 2010, lorsqu'une copie est découverte chez un antiquaire du Michigan.

## Synopsis
John est témoin d'un vol de bijoux. Les bandits s'en aperçoivent et se mettent à sa poursuite.

## Fiche technique
- Titre original : A Thief Catcher
  - Titre alternatif : His Regular Job
- Titre : La Course au voleur (titre incertain; origine inconnue)
- Réalisation : Ford Sterling
- Producteur : Mack Sennett
- Société de production : Keystone
- Société de distribution : Mutual Film (1914)
- Pays de production :  États-Unis
- Langue : intertitres anglais
- Format : Noir et blanc - 35 mm - 1,33:1  -  Muet
- Genre : Comédie, Film burlesque
- Métrage : une bobine (290 mètres)
- Durée : 5 min 47 s
- Date de sortie : 19 février 1914
- Licence : Domaine public

## Distribution
- Ford Sterling : John, le témoin du vol
- Charlie Chaplin : un policier (non crédité)
- William Hauber : un policier (non crédité)
- George Jeske : un policier (non crédité)
- Edgar Kennedy : un voyou (non crédité)
- Rube Miller : un policier (non crédité)
- Mack Swain : un voyou (non crédité)
- Alice Davenport : la femme qui étend son linge

## Autour du film
- Le film a été retrouvé en 2010[2]
- Chaplin y fait une brève apparition, dans le rôle d'un Keystone Cop